# Február 16.
Február 16. az év 47. napja a Gergely-naptár szerint. Az évből még 318 (szökőévekben 319) nap van hátra.
Névnapok: Julianna, Lilla + Dániel, Daniló, Dános, Darrell, Eliána, Éliás, Eliél, Eliot, Elton, Eponin, Filip, Filippa, Fülöp, Illés, Józsiás, Juliána, Julinka, Juliska, Samu, Sámuel, Zámor, Musztafa

## Események

### Politikai események
- 1141 – 11 éves korában megkoronázzák II. Géza Árpád-házi uralkodót.
- 1807 – Az osztrolenkai csatában Napóleon csapatai vereséget mérnek az orosz birodalmi seregre.
- 1924 – A Népszövetség 1923. április 23-i döntése értelmében a Nógrád vármegyei Somoskő és Somoskőújfalu Csehszlovákiától visszakerül Magyarországhoz.
- 1939 – Gróf Teleki Pál miniszterelnök másodszor alakít kormányt.
- 1959 – Batista diktátor elűzése után Fidel Castro lesz Kuba vezetője.
- 1979 – Rögtönítélő bíráskodással Iránban kivégeznek több tábornokot, köztük a titkosrendőrség főnökét; az USA evakuálja állampolgárait Iránból.
- 2018 – Ferenc pápa – elfogadva a főmonostori konvent választásának eredményét – Hortobágyi T. Cirill perjelt pannonhalmi főapáttá, illetve a Pannonhalmi Területi Apátság ordináriusává nevezi ki. (Hortobágyi Cirill a 996-ban alapított monostor 87. apátja, Szent Asztrik apát nyolcvanhatodik utóda.)[1]

### Tudományos és gazdasági események
- 1937 – Wallace Hume Carothers vegyészkutató eredményei alapján a DuPont cég szabadalmaztatja a nylont.
- 1940 – Ekkor mérték Magyarországon a valaha mért legalacsonyabb hőmérsékletet Miskolc Görömbölytapolca nevű részén (–35 °C volt).[2]
- 1977 – Solton felavatják az új rádióadót, amely a Kossuth rádió adásait sugározza.

### Kulturális események

#### Zenei események
- 1998 – Megkezdi sugárzását a Magyarország legnagyobb kereskedelmi rádióadójá váló Sláger Rádió.

### Egyéb események
- 1942 – New York kikötőjében tűzvész pusztítja el az átépítés alatt álló USS Lafayette (korábban Normandie) utasszállító hajót.

## Születések
- 1435 – Habsburg György osztrák herceg († 1435)
- 1406 - Cillei Ulrik horvát-szlavón bán († 1456)
- 1497 – Philipp Melanchthon német teológus, reformátor († 1560)
- 1519 – Gaspard de Coligny gróf, Franciaország admirálisa, a hugenották jelentős vezetője († 1572)
- 1620 – Frigyes Vilmos brandenburgi választófejedelem († 1688)
- 1698 – Pierre Bouguer francia matematikus és fizikus († 1758)
- 1727 – Nikolaus Joseph von Jacquin osztrák természettudós († 1817)
- 1811 – Wenckheim Béla magyar politikus, miniszterelnök († 1879)
- 1822 – Francis Galton angol polihisztor, felfedező, feltaláló, antropológus, földrajztudós, meteorológus († 1911)
- 1826 – Joseph Victor von Scheffel német költő († 1886)
- 1831 – Nyikolaj Szemjonovics Leszkov orosz író († 1895)
- 1834 – Ernst Haeckel német zoológus és filozófus, ő tette Charles Darwin munkásságát Németországban ismertté († 1919)
- 1848 – Octave Mirbeau francia újságíró, műkritikus, pamfletszerző, regény- és drámaíró († 1917)
- 1852 – Charles Taze Russell amerikai lelkész, evangéliumhirdető, a Jehova Tanúi egyház alapítója († 1916)
- 1863 – Justh Zsigmond író, drámaíró († 1894)
- 1865 – Bánlaky József honvédtiszt, hadtörténész († 1945)
- 1883 – Gáyer Gyula magyar jogász és botanikus († 1932)
- 1890 – Faragho Gábor magyar katonatiszt, vezérezredes, közellátási miniszter, nemzetgyűlési képviselő († 1953)
- 1893 – Mihail Nyikolajevics Tuhacsevszkij orosz katonatiszt, a Szovjetunió marsallja († 1937)
- 1895 – Julius Erasmus német utász százados, aki elesett első világháborús bajtársai felkutatásának szentelte az életét († 1971)
- 1901 – Festetics Domonkos magyar földbirtokos, országgyűlési képviselő († ?)
- 1907 – Rajcsányi László háromszoros olimpiai bajnok magyar kardvívó, sportvezető († 1992)
- 1908 – Ugray György magyar szobrász († 1971)
- 1916 – Karl Brunner svájci közgazdász († 1989)
- 1920 – Tony Crook brit autóversenyző († 2014)
- 1920 – Walt Faulkner amerikai autóversenyző († 1956)
- 1921 – Jean Behra francia autóversenyző († 1959)
- 1926 – John Schlesinger angol filmrendező († 2003)
- 1926 – Keserű János magyar agrármérnök, politikus († 2008)
- 1927 – Gyólay Viktória Jászai Mari-díjas magyar színésznő, a kecskeméti Katona József Színház örökös tagja († 2011)
- 1931 – Takakura Ken japán színész (Fekete eső) († 2014)
- 1932 – Horváth Sándor Jászai Mari-díjas magyar színész († 2012)
- 1942 – Bakacsi Béla magyar táncdalénekes, könnyűzenei menedzser
- 1944 – Mészöly Katalin Liszt Ferenc-díjas magyar opera-énekesnő, érdemes és kiváló művész
- 1944 – Sigiswald Kuijken flamand születésű belgiumi hegedűművész
- 1945 – Jeremy Bulloch angol színész († 2020)
- 1948 – Eckhart Tolle német születésű, kanadai író, spirituális tanító
- 1954 – Saárossy Kinga Jászai Mari-díjas magyar színésznő, az egri Gárdonyi Géza Színház örökös tagja
- 1961 – Andy Taylor angol gitáros, énekes, lemez producer, dalszövegíró, a Duran Duran gitárosa
- 1964 – Christopher Eccleston angol színész
- 1964 – Golen Mária magyar bábművész, színésznő
- 1965 – Dave Lombardo kubai születésű amerikai rockzenész, dobos
- 1971 – Rogier Blokland nyelvész, a finnugrisztika professzora
- 1976 – Tooru Niimura japán énekes, dalszövegíró, költő
- 1979 – Valentino Rossi olasz motorversenyző
- 1981 – Susanna Kallur svéd atléta, gátfutónő
- 1987 – Luc Bourdon kanadai jégkorongozó († 2008)
- 1988 – Andrea Ranocchia olasz labdarúgó
- 1988 – Oskars Melbārdis lett bobversenyző, olimpiai ezüstérmes
- 1990 – Erdélyi Balázs magyar vízilabdázó
- 1994 – Ava Max amerikai énekesnő, dalszerző
- 1996 – Grátz Benjámin ifjúsági olimpiai bajnok magyar úszó
- 1999 – Jakab Balázs magyar színész

## Halálozások
- 1247 – Raspe Henrik német ellenkirály (* 1204)
- 1270 – III. Alfonz portugál király (* 1210)
- 1435 – Habsburg György osztrák herceg (* 1435).
- 1662 – Listi László magyar költő (* 1628)
- 1837 – Sobri Jóska dunántúli betyár (* 1810)
- 1868 – Bangya János honvéd alezredes (* 1817)
- 1872 – Franz Deym gróf, császári és királyi altábornagy (* 1805)
- 1899 – Félix Faure francia politikus, Franciaország köztársasági elnöke (* 1841)
- 1917 – Octave Mirbeau francia újságíró, műkritikus, pamfletszerző, regény- és drámaíró (* 1848)
- 1918 – Khuen-Héderváry Károly politikus, miniszterelnök (* 1849)
- 1932 – Ferdinand Buisson Nobel-békedíjas francia filozófus, pedagógus (* 1841)
- 1935 – Manno Miltiades magyar sportember, grafikus, festő- és szobrászművész (* 1879)
- 1945 – Ditrói Mór magyar színigazgató, rendező, a budapesti Vígszínház alapítója (* 1851)
- 1948 – Barta István olimpiai bajnok magyar vízilabdázó (* 1895)
- 1962 – Pasteiner Iván könyvtáros (* 1887)
- 1963 – Lajtha László magyar zeneszerző, népzenekutató (* 1892)
- 1983 – Kazimiera Iłłakowiczówna lengyel költő, író, dramaturg, műfordító (* 1892)
- 1982 – Barta Tamás magyar gitáros, énekes, zeneszerző. Az LGT gitárosa. (* 1948)
- 1996 – Miloš Kopecký cseh színész (* 1922)
- 1996 – Jakab György magyar énekes, billentyűs (* 1950)
- 2002 – Walter Winterbottom angol labdarúgó, edző (* 1913)
- 2003 – Kiss Lajos nyelvész, szlavista, az MTA tagja (* 1922)
- 2005 – Russ Klar amerikai autóversenyző (* 1914)
- 2015 – Törös Olga olimpiai bronzérmes tornász, edző, testnevelő tanár (* 1914)
- 2015 – Lorena Rojas mexikói színésznő, énekesnő (* 1971)
- 2019 – Bruno Ganz svájci színész (* 1941)
- 2024 – Alekszej Navalnij orosz politikus, ellenzéki vezető (* 1976)

## Ünnepek, emléknapok, világnapok
- Litvánia nemzeti ünnepe: a litván államiság visszaállításának évfordulója